# Antonin Artaud

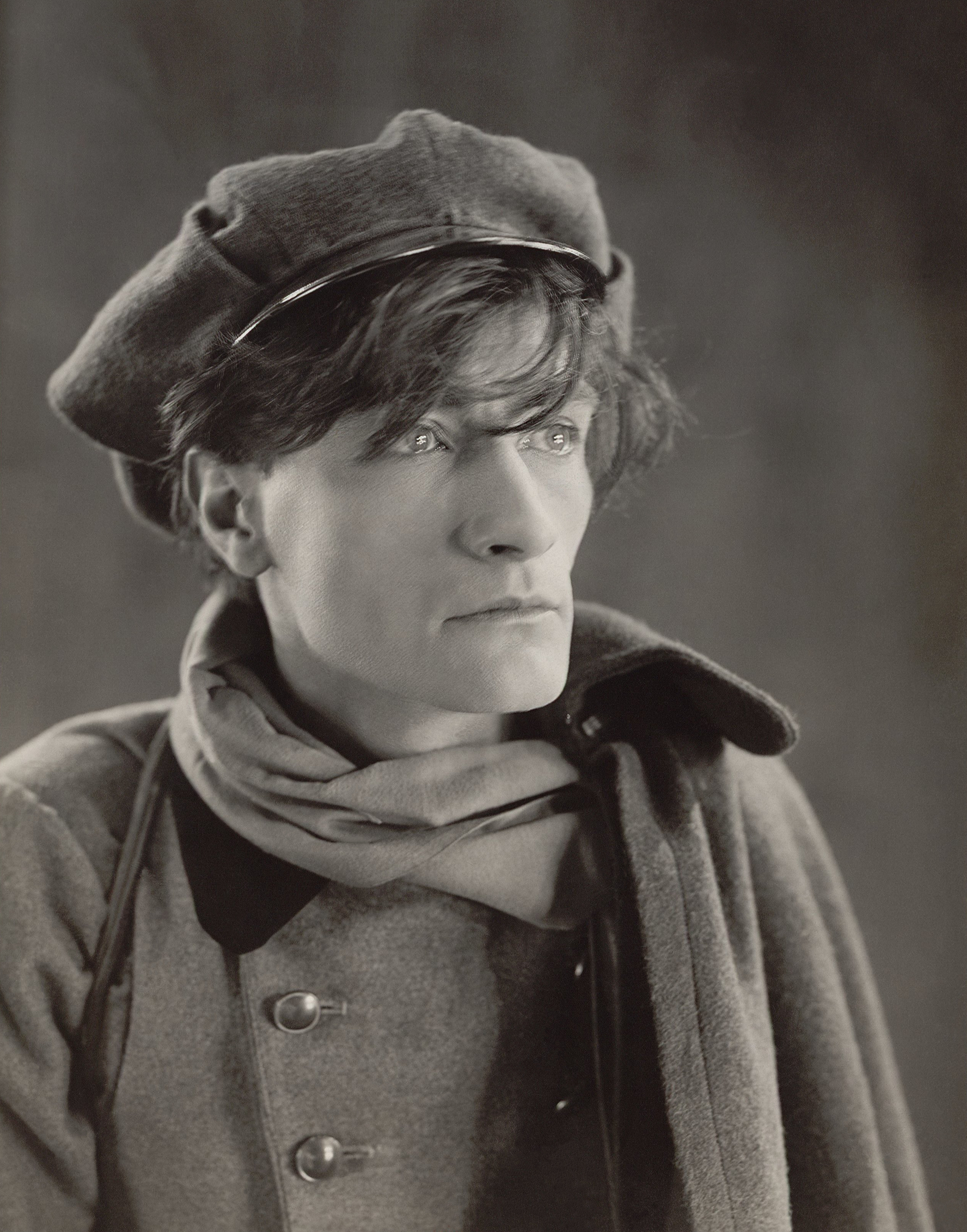
Antonin Artaud (1926)

Antonin Artaud, eigentlich Antoine Marie Joseph Paul Artaud (* 4. September 1896 in Marseille; † 4. März 1948 in Ivry-sur-Seine) war ein französischer Schauspieler, Dramatiker, Regisseur, Zeichner, Dichter und Theater-Theoretiker.

## Leben
Antonin Artaud kam in einem gutbürgerlichen Elternhaus in Marseille zur Welt. Seine Mutter Euphrasie Nalpas (1870–1952) stammte aus Smyrna (heute Izmir) im Osmanischen Reich. Nach Antonin brachte die Mutter noch acht weitere Kinder zur Welt, von denen aber nur zwei, Marie-Ange und Fernand, das Erwachsenenalter erreichten. Sein Vater Antoine Roi Artaud (1864–1924) war Schiffskapitän der Handelsmarine. Die Eltern waren Cousins.
Die an und für sich glückliche Kindheit wurde von chronischen Nervenerkrankungen überschattet, die einer vererbten Syphilis zugeschrieben werden. Er besuchte das Gymnasium der Maristenpatres, denen er eine solide Kenntnis der katholischen Theologie und Liturgie verdankte – die Ästhetik seines späteren Œuvre offenbart die Spuren seiner katholischen Prägung.
Mit 14 Jahren las er Charles Baudelaire, für den er sich begeisterte, ebenso wie für die Schauspielerei. Er begann, selbstverfasste Szenen im Familienkreis aufzuführen.
1920 zog Artaud nach Paris, wo er sich der Bewegung des Surrealismus anschloss, und begann zu schreiben: zuerst Gedichte, dann Prosa und andere Beiträge für Zeitschriften der Surrealisten sowie Drehbücher. Ein Arbeitsrausch ergriff ihn: als Autor, als Schauspieler und als Regisseur. Artaud brachte es auf eine Mitwirkung in 22 Filmen (u. a. Fritz Langs Liliom 1934) und schrieb 26 Bücher. Seinen Lebensunterhalt verdiente er u. a. durch seine Arbeit im Théâtre Alfred Jarry, das er 1926 in Paris mit Roger Vitrac und Robert Aron gründete. Im selben Jahr brach er mit der surrealistischen Bewegung, als ein Großteil ihrer Anhänger dem Surrealismus eine politischere, revolutionäre Ausrichtung geben wollte.
Um 1930 lebte er in Berlin in der Passauer Straße, lernte Georg Wilhelm Pabst kennen und wirkte an dessen Verfilmung der Dreigroschenoper mit. In einem Brief aus der Anstalt Rodez an Adolf Hitler vom 3. Dezember 1943 erwähnt er ein Treffen im Mai 1932 mit Hitler im Berliner Künstlerlokal Romanisches Café. Ob das Treffen stattgefunden hat, ist unbekannt. Die Jahre 1926 bis 1935 waren ausgefüllt durch immer neue Anläufe, seine Theaterideen auszuprobieren, und seine Vision dessen, was Theater sein kann/sollte, zu verwirklichen. 1935 gründete Artaud sein Theater der Grausamkeit (Théâtre de la Cruauté) und inszenierte dort sein selbstverfasstes Theaterstück Les Cenci (nach der Tragödie The Cenci von Percy Bysshe Shelley und der gleichnamigen Erzählung von Stendhal). Mit Balthus, den er 1934 in einem Artikel überschwänglich lobte, verband ihn eine langjährige Freundschaft. 1935 entwarf Balthus das Bühnenbild für das Theater der Grausamkeit.
1936 unternahm Artaud eine Reise nach Mexiko, wo er einige Monate bei den Tarahumara-Indianern lebte und Peyote probierte. Auf seiner nächsten Reise zu den keltischen Druiden nach Irland glaubte er, den Stab von St. Patrick erlangt zu haben. In Dublin wurde er wegen „Störung der öffentlichen Ordnung“ verhaftet und nach Frankreich abgeschoben. Nach der Ankunft in Frankreich beherrschte ihn der Glaube an die baldige Apokalypse. Wegen „Gefahr für die öffentliche Ordnung und Sicherheit“ wurde er ab 1937 wieder und wieder als Patient in geschlossene psychiatrische Kliniken eingewiesen. Diagnostiziert wurde Schizophrenie. Es kam zu einer jahrelangen Behandlung mit Elektroschocks, Lithium, Insulin, Quecksilber- und Wismutpräparaten. 1946 wurde er mit finanzieller Hilfe von Freunden aus dem Asile d'aliénés de Paraire, einer Anstalt in Rodez, entlassen. Artaud erarbeitete für das Radio das Stück Pour en finir avec le jugement de dieu (Schluss mit dem Gottesgericht); an der Sorbonne hielt er einen Vortrag gegen die Psychiatrie.
Artaud nahm wegen chronischer Schmerzen über Jahrzehnte Drogen wie Laudanum, Opium, Heroin und Peyotl. (Bis 1930 war Heroin nicht als Droge eingestuft und blieb freiverkäuflich; Artaud legte u. a. mit René Crevel öffentliche Proteste gegen das Verbot ein.)
Am 4. März 1948 wurde Antonin Artaud in sitzender Haltung vor seinem Bett mit einem Schuh in der Hand tot aufgefunden. Er hatte Mastdarmkrebs im Endstadium. Als Todesursache gilt eine Überdosis des Schlafmittels Chloralhydrat.

## Theater des Mangels und der Krise
Artaud propagierte eine Idee von einem Theater des Mangels und der Krise, das Theater der Grausamkeit. In dieser Formgebung sollten Text, Sprache und Bewegung auf der Bühne keine suggestive Einheit mehr bilden. Vielmehr wollte Artaud die zentrale Rolle des Textes im Theater mindern und dafür sorgen, dass die Aufführung, also das Spektakel der Inszenierung, in den Vordergrund rückte. Eine Inszenierung bedeutete für Artaud immer schon einen lesbaren, in sich geschlossenen Text, so dass die Worte an sich einen geringeren Stellenwert bekamen.
Artaud stellte sein Theater der Grausamkeit unter drei Prämissen:
1. Der zerstreute Text: Das Auftreten von Text auf der Bühne folgt keinen diskursiven Zusammenhängen in den Rahmungen einer gesprochenen Sprache, wie es sonst in der traditionellen westlichen Inszenierungspraxis der Fall ist. Diese Fragmentierung von Text stellte für Artaud eine Rebellion gegen die Zivilisation und Kultur dar.
2. Der entstellte Körper: Hierbei fand Artaud Inspiration im traditionellen balinesischen Theater. Die Eigenmächtigkeit von Zeichen wie einer bestimmten Gestik oder Mimik, einem Kostüm oder nur dem Auftreten eines Körpers an sich war für seine Theatertheorie wichtig. Aggressionen und Wünsche sollten durch solche körperlichen Zeichen dargestellt werden. Die Körperlichkeit des Atems war für Artaud wichtig; der Atem war für ihn etwas von Darstellenden und Zuschauern Geteiltes und somit eine Verbindung zwischen Bühne und Publikum.
3. Die unterdrückte Stimme: Die Blockade der Stimme, der Artikulation und des Gehört-Werdens spielten bei Artaud eine wichtige Rolle. Für ihn wurde die eigene Unterdrückung durch einen stummen Schrei sichtbar, und in gewisser Weise gerade durch die Stille auch hörbar. Es ging ihm weniger um Worte als um Geräusche, die den Zuschauer schmerzhaft berühren sollten.

## Das Theater und sein Double
Artaud sah als Double des Theaters die Pest, die Metaphysik und die Grausamkeit. Eine Aufführung sollte für ihn keine Mimesis, also Nachahmung der Wirklichkeit, sein, sondern war eine Wirklichkeit für sich. Das Theater ist also kein Double der Realität, sondern: Die Realität, die für Artaud immer grausam war, verdoppelt die Wirklichkeit des Theaters.
Die angestrebten Ergebnisse der Artaud’schen Theaterutopie lassen sich somit abstrahieren zu der Aussage, dass bislang bestehende Grenzen innerhalb des theatralen Raumes auf verschiedenen Ebenen ihre Bedeutung verlieren bzw. dezidiert aufgelöst werden: Es fällt die Grenze zwischen Bühnen- und Publikumsraum, ästhetischem Wert und Unwert des inszenierten Geschehens, zwischen Signifikat und Signifikant. Um der „Unsicherheit der Zeiten“ nicht ausgeliefert gegenüberzustehen, postuliert Artaud ein Konzept, das das Bild einer Unwirklichkeit, die als mythischer Grund verstanden wird, welcher der Masse eignet, dergestalt inszeniert, dass es die Alltagswirklichkeit aus der Position des Realitätsanspruchs verdrängt und selbst diesen Platz besetzt. Dass ihm die Verarbeitung einer „angsterfüllten, katastrophischen Periode“ nur möglich erscheint, indem man sich von dieser abwendet, um innere Kräfte der Massengesellschaft schließlich gegen sie mobilisieren zu können, erscheint paradox – wie auch die Tatsache, dass gerade der Entwurf eines Theaters der Grausamkeit sich einem immanent moralischen Antrieb verdankt.
Artaud gilt als einer der Urväter der Performance-Kunst. Sein Werk wird auch im 1970 erschienenen Film Performance zitiert. Die von Artaud erstmals in ihrer vollen Schärfe artikulierte Idee eines „nicht-repräsentativen“ Theaters, eines Theaters der direkt umgesetzten Energien des Seins selbst, hat auf viele Künstler und Theoretiker des 20. Jahrhunderts großen Einfluss ausgeübt: Unter anderem auf Jerzy Grotowski, Tadeusz Kantor, David Esrig, Werner Schwab, Rainer Werner Fassbinder und Sarah Kane, auf die Performance- und Aktionskunst, auf den Komponisten Wolfgang Rihm, aber auch auf Philosophen wie Jacques Derrida, Gilles Deleuze, Michel Foucault und Félix Guattari.

## Das Aufführungskonzept des „Theater der Grausamkeit“
Artaud legt in seiner Konzeption des Theaters der Grausamkeit die Inszenierung als Ausgangspunkt für Bühnenschöpfung fest und fordert dementsprechend auch eine Aufhebung der Dualität von Autor und Regisseur. Nicht die literarische Vorlage soll im Mittelpunkt einer Aufführung stehen, sondern viel mehr ein verstricktes Gesamtwerk aus allen dem Theater zur Verfügung stehenden Gestaltungselementen. Artaud emanzipiert sich damit von den zu seiner Zeit vorherrschenden Theaterkonventionen.
„Die Meisterwerke der Vergangenheit sind für die Vergangenheit gut: für uns sind sie es nicht. Wir haben das Recht, zu sagen, was gesagt worden ist, und sogar das, was noch nicht gesagt worden ist, und zwar auf eine Art, die uns entsprechen soll, die unmittelbar und direkt sei, die dem gegenwärtigen Empfinden gerecht wird und die ein jeder verstehen wird.“
Das Theater der Grausamkeit soll nach Artaud also allgemein verständlich sein. Der Zuschauer soll mit Hilfe eines Theaters, das alle Sinne anspricht, in eine Art Trancezustand gelangen können. Die Inspiration zu dieser Rückkehr zum Urtümlichen erhielt Artaud unter anderem durch balinesische Tänze. Anzumerken ist, dass sich Artauds Hang zum Exotismus in großen Teilen des Aufführungskonzepts des Theaters der Grausamkeit niederschlägt. Für das Theater der Grausamkeit sieht Artaud zum Beispiel „rituelle Kostüme“ vor. Bernd Mattheus schreibt in seinen Text über das Theater der Grausamkeit von einer „organischen Inszenierung“ und meint damit eine Inszenierung, bei der Artaud „[…] die Sensibilität des Zuschauers von allen Seiten angehen möchte(n) […]“ Das Theater soll sich an die Gesamtheit des Menschen und allgemein an die Masse richten und behandelt deswegen auch thematisch, wie von Artaud benannt, Massenängste. Im Gegensatz zu Wagners Begriff des Gesamtkunstwerks betont Artaud jedoch auch die Unwiederholbarkeit der Theatergeste. Artaud strebt mit dem Theater der Grausamkeit ein allumfassendes Schauspiel mit Bezug zum wahren Leben an. Ähnlich wie in Wagners Opern sieht Artaud die Gestaltung von Motiven als musikalische beziehungsweise lautmalerische Manifestation von Figuren als wichtiges gestalterisches Element an. Artauds Theater der Grausamkeit kann mit Einschränkungen als theoretisch ähnlich dem Gesamtkunstwerks-Konzept beschrieben werden, weil Artaud eine Verschränkung und Abstimmung der oben beschriebenen Elemente aufeinander vorsieht, um ein gemeinsames Ziel, nämlich das Ansprechen des Organismus des Zuschauers, zu erreichen. Theater, und Kunst im Allgemeinen, soll nach Artaud allumfassend sein, sowohl in Bezug auf ihre Gestaltung als auch in ihrer Wirkung und neues, unabhängiges Schöpfen können.
„Ein für allemal genug der Äußerung einer in sich abgeschlossenen, egoistischen und personalistischen Kunst.“
Die Bühnensprache, die Artaud für das Theater der Grausamkeit vorsieht, geht weg von der reinen Wiedergabe eines geschriebenen Textes hin zu „[…] neuen Mittel(n) der Notation dieser Sprache […]“ Aber nicht nur Sprache, sondern auch Gegenstände sollen in ihrem symbolischen Charakter erhöht werden. Artaud schreibt von einem dem Theater zur Verfügung stehenden „[…] verschwenderischen Reichtum der Ausdrucksformen […]“, der reproduzierbar und katalogisierbar sein muss. Die Inszenierung soll alle Möglichkeiten und Neuerungen des Theaters nutzen. So beschreibt Artaud zum Beispiel ein wellenartiges Licht als anstrebenswert für das Theater der Grausamkeit; zu seiner Zeit war eine Umsetzung dieser Vorstellung jedoch noch nicht möglich.
Artaud konzipiert den Zuschauerraum mittig, umgeben von einer Bühne mit unterschiedlichen Ebenen. Diese Anordnung soll einen dynamischen Ausdruck im Raum ermöglichen. Das Theater der Grausamkeit soll nach Artaud nichts Überflüssiges oder Unbeabsichtigtes beinhalten und nach einem Rhythmus und chiffriert vorgeführt werden.

## Berliner Rezeption (Auswahl)
Von 1986 bis 1992 leitete die Berliner Theaterregisseurin und Performance-Künstlerin Susanne Husemann das Theater Antonin Artaud.
1996 veranstaltete das Kunsthaus Tacheles zum 100. Geburtstag Artauds ein Artaud-Festival. 
1997 inszenierte Dieter Kölsch mit der Performancegruppe Ziguri ego Zoo im Theater am Halleschen Ufer einem Artaud-Text folgend "Cronica X - Die Eroberung Mexikos".
1998 gründete der Dichter und Dramatiker Paul M. Waschkau das Büro Artaud
im No und startete mit der theatralen Performance „Böses Blut“ nach Arthur Rimbaud.
Während Tom Peuckert im Jahr 2000 Artaud erinnert sich an Hitler und das Romanische Cafe am Berliner Ensemble inszenierte, präsentierte Waschkau Artaud an anderen Orten in unterschiedlichen Aufführungsmodellen fortlaufend weiter. Dazu zählten u. a. Hörspielkompositionen wie Die Frage stellt sich im Labor von radiotesla als auch Formen dramatischer Textsezierungen.
2009 inszenierte er mit der Formation Invasor in der theaterkapelle Berlin F’hain EGO.TRAUM.KRYPSIS.3 # re.act.artaud und initiierte ein Artaud.Tribunal als Kongress, an dem 44 Künstler beteiligt waren.

## Widmung
Der Regisseur Rainer Werner Fassbinder widmete im Abspann sein Filmdrama Despair – Eine Reise ins Licht von 1978 Antonin Artaud, Vincent van Gogh und Unica Zürn.

## Werke in deutscher Übersetzung
- Die Nervenwaage. Einführung v. Maurice Blanchot. Henssel, Berlin 1961.
- Texte und Briefe. Wolfgang Hake, Köln 1967.
- Das Theater und sein Double. S. Fischer, Frankfurt 1969. (Neuausgabe: (= Werke in Einzelausgaben. Teil 8). Matthes & Seitz Berlin, 2012, ISBN 978-3-88221-658-5.)
- Heliogabal oder der Anarchist auf dem Thron. Rogner & Bernhard, München 1972.
- Van Gogh, der Selbstmörder durch die Gesellschaft und andere Texte und Briefe über Baudelaire, Coleridge, Lautréamont und Gérard de Nerval. Matthes & Seitz, München 1977.
  - Van Gogh, Der Selbstmörder durch die Gesellschaft. ebd., Berlin 2009, ISBN 978-3-88221-646-2.
- Frühe Schriften. ebd. 1983.
- Surrealistische Texte. Matthes & Seitz, München 1985, ISBN 3-88221-227-6.
- Briefe aus Rodez. ebd. 1988.
- Letzte Schriften zum Theater. ebd.
- Mexiko: Die Tarahumaras. Revolutionäre Botschaften. Briefe. Übersetzt von Brigitte Weidmann, Cornelia Langendorf und Bernd Mattheus. Mit einem Essay Warum Mexiko? von Luis Cardoza y Aragón. Matthes & Seitz, München 1992, ISBN 3-88221-259-4. (Eine erste, noch unvollständige Ausgabe erschien 1975 bei Rogner & Bernhard unter dem Titel Mexiko. Die Tarahumara. Revolutionäre Botschaften. ISBN 3-8077-0043-9. Die Ausgabe von 1992 wurde gegenüber der von 1975 um die seither aufgefundenen Texte Artauds zu Mexiko vermehrt.)
- Der Peyotl-Ritus der Tarahumaras. Matthes & Seitz, Berlin 1992.
- Die Cenci. In: Spectaculum 75. Sechs moderne Theaterstücke und Materialien. Suhrkamp, Frankfurt 2004, ISBN 3-518-41618-9.
- Schwarze Tasche – Finsteres Fleisch. Hörspiel von Klaus Farin. Matthes & Seitz, Berlin 2008, ISBN 978-3-88221-712-4.[20]
- Schriften zum Film. Übersetzt aus dem Französischen von Bernd Mattheus. Matthes & Seitz Verlag, Berlin 2011, ISBN 978-3-88221-612-7.

## Filmografie (Auswahl)
- 1917: Mater dolorosa
- 1927: Napoleon
- 1928: Das Geld (L’Argent)
- 1928: Die Passion der Jungfrau von Orléans (La Passion de Jeanne d’Arc)
- 1928: Verdun, das Heldentum zweier Völker (Verdun, visions d’histoire)
- 1928: Die Muschel und der Kleriker (La Coquille et le Clergyman)
- 1932: Die hölzernen Kreuze (Les croix de bois)
- 1935: Lucrecia Borgia

## Radiosendungen
- 1947: Pour en finir avec le jugement de dieu (deutsch: Schluss mit dem Gottesurteil)
- Hörspiel: Es gibt kein Firmament mehr. Stereo-Hörstück – Übersetzung und Bearbeitung: Paul Pörtner
  - 1970: Produzent: WDR – Regie: Paul Pörtner[21]
  - 1980: Produzent: ORF Oberösterreich – Regie: Ferry Bauer[22]